# Огняново (Добрицька область)
Огня́ново (болг. Огняново) — село в Добрицькій області Болгарії. Входить до складу общини Крушари.

## Населення
За даними перепису населення 2011 року у селі проживали 11 осіб, усі — болгари.
Розподіл населення за віком у 2011 році:
Динаміка населення: